# Semir Štilić
Semir Štilić, né le 8 octobre 1987 à Sarajevo, est un footballeur international bosnien. Il joue au poste de milieu offensif au FK Željezničar, en championnat de Bosnie-Herzégovine.
Son père, Ismet (en), est un footballeur et entraîneur.

## Biographie

### Sa formation au Portugal puis en Bosnie-Herzégovine
Fils d'Ismet Štilić, joueur de football, Semir commence à taper dans un ballon à l'âge de six ans, dans les écoles de football du FC Porto, son père résidant au Portugal et étant un ami de Ljubinko Drulović, joueur historique du club. 
La carrière de son père terminée, la famille Štilić rentre en Bosnie et Semir continue à pratiquer sa passion au Željezničar Sarajevo. À un peu moins de dix-huit ans, il devient professionnel et joue sa première saison en Premijer Liga. Très performant avec son club, il fait ses débuts avec la sélection bosnienne le 15 décembre 2007 face à la Pologne (défaite un à zéro). À Antalya en Turquie, le joueur rentre en fin de match et remplace Emir Hadžić à la quatre-vingt-neuvième minute. Sur sa lancée, il termine la saison 2007-2008 en ayant inscrit dix buts, et même si son équipe n'est pas bien classée, apparaît dans l'équipe type de l'année. Qualifié de « meilleur jeune » par ses pairs, Il figure également sur les petits papiers de grands clubs européens comme le Dinamo Zagreb, Arsenal ou l'Eintracht Francfort, étant considéré à seulement vingt ans comme le meilleur joueur du championnat, et comparé au Croate Luka Modrić.

### Joue la Coupe d'Europe avec le Lech Poznań
Le 11 juin 2008, il choisit le Lech Poznań, club de première division polonaise qualifié pour la Coupe UEFA. Pratiquement un mois plus tard, le 17 juillet, Semir Štilić fait sa première apparition avec le Lech lors du premier tour de qualification de la Coupe UEFA. Face au FK Xəzər Lənkəran, le Bosnien est titulaire d'entrée. Le 31, il inscrit son premier but sous ses nouvelles couleurs, toujours face à cette même équipe et lors du match retour (victoire quatre à un). Le 8 août, il dispute son premier match de championnat lors de l'ouverture de celui-ci face au GKS Bełchatów. Depuis cette date, le jeune joueur dispute chaque match, la majorité en tant que titulaire, et devient un élément incontournable du milieu de terrain de Poznań. Très bon créateur de jeu, il se mue également en buteur, et porte son total à quinze réalisations toutes compétitions confondues. À la fin de l'année, il est nommé meilleur étranger d'Ekstraklasa par le magazine Piłka Nożna, qui se charge également de désigner le footballeur de l'année. 
La saison suivante, Štilić joue toujours autant mais laisse son rôle de buteur à Robert Lewandowski, véritable révélation du championnat. Même si Poznań est éliminé très vite en Ligue Europa, le Bosnien et ses coéquipiers dominent la ligue nationale pour la sixième fois de l'histoire du club. Convoité à l'été 2010, Štilić décide de rester et de disputer la Ligue des champions avec l'équipe polonaise. Plaque tournant du jeu poznanien, il participe au bon parcours du club en coupe d'Europe lors de la saison 2010-2011. Vainqueur de Manchester City ou du SC Braga, le Lech n'arrive pas à réaliser les mêmes performances en championnat, et ne se qualifie même pas la Ligue Europa au terme de sa saison.
Le Bosnien exprime alors son souhait de quitter le club, mais le Lech Poznań juge les offres proposées pour son joueur insuffisantes. Plus concerné, Štilić est petit à petit écarté du groupe et attend la fin de son contrat (juin 2012).

### Gaziantepspor
En août 2013 il signe dans le club turc de Gaziantepspor.

### Statistiques
| Saison    | Club          | Pays         | Championnat        | Coupes nationales | Coupes d’Europe    |
| --------- | ------------- | ------------ | ------------------ | ----------------- | ------------------ |
| 2008-2009 | Lech Poznań   | Ekstraklasa  | 29 matchs / 9 buts | 7 matchs / 3 buts | 12 matchs / 3 buts |
| 2009-2010 | Lech Poznań   | Ekstraklasa  | 26 matchs / 2 buts | 2 matchs          | 4 matchs           |
| 2010-2011 | Lech Poznań   | Ekstraklasa  | 28 matchs / 6 buts | 7 matchs / 2 buts | 14 matchs / 1 but  |
| 2011-2012 | Lech Poznań   | Ekstraklasa  | 23 matchs / 1 but  | 4 matchs / 1 but  |                    |
| 2012-2013 | Karpaty Lviv  | Premier-Liga | 22 matchs / 1 but  | 2 matchs / 2 buts |                    |
| 2013-2014 | Gaziantepspor | Süper Lig    | 6 matchs / 1 but   | 2 matchs / 3 buts |                    |

## Palmarès
Lech Poznań
- Champion de Pologne en 2010.
- Vainqueur de la Coupe de Pologne en 2009.
- Vainqueur de la Supercoupe de Pologne en 2009.

 APOEL Nicosie
- Champion de Chypre en 2016.